# Etiuda & Anima
Etiuda&Anima – międzynarodowy festiwal filmowy organizowany w Krakowie od 1994 roku. Inicjatorem i od początku organizatorem festiwalu jest Bogusław Zmudziński. Celem festiwalu jest konfrontacja osiągnięć studentów szkół filmowych i artystycznych z całego świata oraz dorobek twórców animacji artystycznej – zarówno profesjonalistów, studentów, jak i realizatorów niezależnych. W ramach corocznego festiwalu odbywają się dwa konkursy:
- ETIUDA – w rywalizacji studenckiej obejmującej etiudy fabularne i dokumentalne można otrzymać Złote, Srebrne i Brązowe Dinozaury oraz Specjalnego Złotego Dinozaura dla najlepszej szkoły filmowej festiwalu,
- ANIMA – w rywalizacji twórców animacji można otrzymać Złote, Srebrne i Brązowe Jabberwocky i dodatkowo Specjalnego Złotego Jabberwocky’ego dla najlepszej animowanej, studenckiej etiudy festiwalu.

Pozostałe konkursy:
- ANIMA.PL (od 2018 roku, co drugi rok) – w rywalizacji twórców polskich animacji można otrzymać Złote, Srebrne i Brązowe Żmije,
- ANIMA 60+ (od 2025 roku) – rywalizacja twórców pełnometrażowych animacji.

Wręczana jest też nagroda Specjalnego Złotego Dinozaura dla wybitnego pedagoga i zarazem czynnego, odnoszącego artystyczne sukcesy twórcy. Po zakończeniu festiwalu, organizowane są prezentacje filmów nagrodzonych w kraju i zagranicą w ramach imprezy Objazdowa Etiuda&Anima.
Festiwal śledzi karierę uczestniczących w nim studentów systematycznie prezentując kolejne osiągnięcia, w tym zwłaszcza pełnometrażowe filmy dawnych uczestników i laureatów. Do najbardziej znanych i cenionych twórców filmów fabularnych, dokumentalnych i animowanych, którzy debiutowali na krakowskiej imprezie w ciągu minionych dekad należą: Saša Gedeon, Bohdan Slama, Roman Vavra, Mark Najbrt, Julia Loktev, Aurel Klimt, Janez Lapajne, Tomáš Barina, Ülo Pikkov, Piotr Szczepański, Bert Gottschalk, Vaclav Švankmajer, Kim Hee-jung, Denijal Hasanović, Groó Diana, György Pálfi, Michal Struss, Leszek Dawid, Marcin Wrona, Bartek Konopka, Jonas Geirnaert, Filip Marczewski, Anna Kazejak, Agnes Kocsis, Agnieszka Smoczyńska, Grzegorz Muskała, Milagros Mumenthaler, Tomasz Jurkiewicz, Thierry Palladino, Rafał Skalski i Viera Čákanyová. Jest wśród nich także Florian Gallenberger, laureat Oscara (2001) za „Quiero Ser” – film wcześniej prezentowany na 7 MFF Etiuda w 2000 r.
W latach 2012–2014 festiwal „Etiuda&Anima” był trzykrotnie nominowany do nagród Polskiego Instytutu Sztuki Filmowej. Ostatecznie w 2014 festiwal otrzymał nagrodę PISF w kategorii „Międzynarodowe wydarzenie filmowe”.
27 edycja festiwalu Etiuda&Anima 2020 ze względu na pandemię Covid-19 pierwszy raz w historii odbyła się wyłącznie w wersji online. Wszystkie filmy konkursowe widzowie mogli obejrzeć w swoich domach. Spotkania oraz wywiady z gośćmi oraz twórcami i inne bloki festiwalowe (m.in. gala rozpoczęcia i zamknięcia festiwalu) ze względów bezpieczeństwa były stremingowane onilne.
W roku 2021 oraz 2022 festiwal zmienił formę na hybrydową. Filmy konkursowe można było zobaczyć na żywo oraz poprzez platformę streamingową, natomiast pozostałe wydarzenia wróciły do pierwotnej formy na żywo.
W 2023 roku odbyła się 30-ta jubileuszowa edycja Międzynarodowego Festiwalu Filmowego Etiuda&Anima w dniach 21–26 listopada 2023.

## Nagrody

### Konkurs Etiuda

#### Grand Prix Złoty Dinozaur (1994 – 2024)
- 1994 – „V tichu pokoje”/„W ciszy pokoju”, reż. Andrej Žumbergar, FAMU, Praga (Czechy)
- 1996 – „Na końcu świata” reż. Piotr Kielar, PWSFTviT, Łódź (Polska)
- 1998 – „Črepinjice”/„Załamania”, reż. Janez Lapajne, AGRFT, Lublana (Słowenia)
- 2000 – „Spotkanie”, reż. Kim Hee-jung, PWSFTviT, Łódź (Polska)
- 2002 – „Człowiek magnes”, reż. Marcin Wrona, WRiTv Uniwersytetu Śląskiego, Katowice (Polska)
- 2003 – „Z ulice”/„Z ulicy”, reż. Stano Petrov, VŠMU, Bratysława (Słowacja)
- 2004 – “Backseat Bingo”/„Bingo” – reż. Liz Blazer, University of Southern California, Los Angeles (USA)
- 2005 – „Moje miejsce”, reż. Leszek Dawid, PWSFTViT, Łódź (Polska)
- 2006 – „A Touch of Sadness”/„Smutno”, reż. Nicola Mills, NFTS, Beaconsfield (Wielka Brytania)
- 2007 – „Radioakcja”, reż. Tomasz Jurkiewicz, WRiTv Uniwersytetu Śląskiego, Katowice (Polska)
- 2008 – „Mein Vater schlaft”/„Mój ojciec śpi” reż. Grzegorz Muskala, DFFB, Berlin (Niemcy)
- 2009 – „Posrednikat”/„Pośrednik”, reż. Dragomir Sholev, NATFA, Sofia (Bułgaria)
- 2010 – „100 Days”/„100 dni”, reż. Viera Čákányová, FAMU, Praga (Czechy)
- 2011 – „Trzy dni wolności”, reż. Łukasz Borowski, Mistrzowska Szkoła Reżyserii Filmowej Andrzeja Wajdy, Warszawa (Polska)
- 2012 – „Sowa”, reż. Marta Karwowska, PWSFTviT, Łódź (Polska)
- 2013 – „Die Schaukel des Sargmachers”/„Huśtawka trumniarza”, reż. Elmar Imanov, Interantionale Filmschule Köln (Niemcy)
- 2014 – „Fragmenty”, reż. Agnieszka Woszczyńska, Szkoła Filmowa w Łodzi (Polska)
- 2015 – „400 maletas” / „400 toreb”, reż. Fernanda Valadez, Centro de Capacitación Cinematográfica, (Meksyk)
- 2016 – „Nauka”, reż. Emi Buchwald, PWSFTviT, Łódź (Polska)
- 2017 – „Fusy”, reż. Kordian Kądziela, Wydział Radia i Telewizji Uniwersytetu Śląskiego, (Polska)
- 2018 – „Bonobo”, reż. Zoel Aeschbacher, Ecole cantonale d’art de Lausanne, (Szwajcaria)
- 2019 – „Ostrom” / „Oblężenie” / „A Siege”, reż. István Kovács, University of Theatre and Film Arts of Budapest, (Węgry)
- 2020 – „W porządku” / „Fine” / „בסדר גמו”, reż. Maya Yadlin, Minshar School of Art (Izrael)
- 2021 – „Touch Me” / „Dotknij mnie”, reż. Hendrik Ströhle, Filmakademie Baden-Württemberg, (Niemcy)
- 2022 – „Any Place” / „Gdziekolwiek”, reż. Minerva Rivera Bolaños, Centro de Capacitación Cinematográfica, (Meksyk)
- 2023 – „The Visit” / „Wizyta”, reż. Alexandra Roberta Serban, Universitatea Nationala de Arta Teatrala si Cinematografica I.L. Caragiale (Rumunia)
- 2024 – „Tenemos Patria” / „We Have Homeland” / „Nasza ojczyzna”, reż. Mikel Garrido Linares, Escola Superior de Cinema, Audiovisuals de Catalunya (Hiszpania)

#### Specjalny Złoty Dinozaur dla wybitnego artysty i pedagoga (2003 – 2024)
- 2003 – Jerzy Kucia (Nagroda 10-lecia MFF Etiuda 2003)
- 2004 – Kazimierz Karabasz
- 2005 – Paul Driessen
- 2006 – Wojciech Marczewski
- 2006 – Nagroda Specjalna dla Tomasza Dettloffa
- 2007 – Priit Pärn
- 2008 – Mohsen Makhmalbaf
- 2008 – Nagroda Specjalna, przyznana z okazji jubileuszu 15-lecia festiwalu Etiuda&Anima dla Kazimierza Urbańskiego
- 2009 – Jacek Bławut i Marcel Łoziński – ex aequo
- 2010 – Martin Šulík
- 2011 – Barry Purves
- 2012 – Paul Bush
- 2013 – Werner Herzog
- 2013 – Specjalny Złoty Dinozaur dla Daniela Szczechury z okazji 20-lecia festiwalu E&A
- 2014 – Grzegorz Królikiewicz
- 2015 – Mirosław Dembiński i Maciej J. Drygas – ex aequo
- 2016 – Adreas Hykade
- 2017 – Sławomir Idziak
- 2018 – Ewa Braun (scenograf)
- 2019 – Hieronim Neumann
- 2020 – nie przyznano
- 2021 – nie przyznano
- 2022 – Mariusz Wilczyński
- 2023 – Piotr Dumała
- 2024 – Michaela Pavlátová

#### Specjalny Złoty Dinozaur dla najlepszej szkoły filmowej festiwalu (2002 – 2024)
- 2002 – Academy of Music & Dramatic Arts – Bratysława (Słowacja)
- 2003 – Filmstudium der Universität – Hamburg (Niemcy)
- 2004 – University of Art and Design – Helsinki (Finlandia)
- 2005 – London Film School (Wlk. Brytania)
- 2006 – Hamburg Media School (Niemcy)
- 2007 – University of Ljubljana – AGRFT (Słowenia)
- 2008 – Państwowa Wyższa Szkoła Filmowa Telewizyjna i Teatralna w Łodzi (Polska)
- 2008 – Nagroda Specjalna, przyznana z okazji jubileuszu 15-lecia festiwalu Etiuda&Anima dla praskiej szkoły Filmova a Televizni Fakulta Akademie Múzických Uměni – FAMU (Czechy)

- 2009 – Centro de Capacitatión Cinematográfica – Meksyk (Meksyk)
- 2010 – Filmova a Televizni Fakulta Akademie Múzických Uměni – FAMU Praga (Czechy)
- 2011 – Mistrzowska Szkoła Reżyserii Filmowej Andrzeja Wajdy – Warszawa (Polska)
- 2012 – Centro de Capacitatión Cinematográfica – Meksyk (Meksyk)
- 2013 – Wydział Radia i Telewizji Uniwersytetu Śląskiego w Katowicach (Polska)
- 2013 – Specjalny Złoty Dinozaur dla najczęściej nagradzanej szkoły 20-lecia festiwalu E&A – Szkoła Filmowa w Łodzi (PWSFTviT, Polska)
- 2014 – De Nederlandse Filmacademie (Holandia)
- 2015 – Centro de Capacitación Cinematográfica (Meksyk)
- 2016 – Szkoła Filmowa w Łodzi (PWSFTviT, Polska)
- 2017 – Nederlandse Filmacademie (Holandia)
- 2018 – Színház- és Filmművészeti Egyetem (Węgry)
- 2019 – nie przyznano
- 2020 – nie przyznano
- 2021 – nie przyznano
- 2022 – nie przyznano
- 2023 – nie przyznano
- 2024 – nie przyznano

### Konkurs Anima

#### Grand Prix Złoty Jabberwocky (2005 – 2024)
- 2005 – „Karl i Marylin”/„Karl ja Marylin”, reż. Priit Pärn (Estonia)
- 2007 – „Inaka Isha Franz Kafka’s” / „Wiejski lekarz Franza Kafki”, reż. Koji Yamamura (Japonia)
- 2008 – „Fensterbilder” / „Kadrowanie”, reż. Bert Gottschalk (Niemcy)
- 2009 – „De si près” / „Tak blisko”, reż. Rémi Durin (Francja)
- 2010 – „Schlaf” / „Sen”, reż. Claudius Gentinetta, Frank Braun (Szwajcaria)
- 2011 – „Snępowina”, reż. Marta Pajek (Polska)
- 2012 – „Bydlo”, reż. Patrick Bouchard (Kanada)
- 2013 – „Father” / „Ojciec”, reż. Ivan Bogdanov, Moritz Mayerhofer, Asparuh Petrof (Bułgaria, Chorwacja, Niemcy)
- 2014 – „Brut” / „Brutus”, reż. Svetlana Filippova (Rosja)
- 2015 – „Erlkönig” / „Król Olch”, reż. Georges Schwizgebel, (Szwajcaria)
- 2016 – „Before love” / „Przed miłością”, reż. Igor Kovalyov, (Rosja)
- 2017 – „O Matko!”, reż. Paulina Ziółkowska, (Polska)
- 2018 – „Manifestacja geniuszu w czterech aktach” / „Briljantsuse Demonstratsioon Neljas Vaatuses”, reż. Morten Tšinakov, Lucija Mrzljak, (Estonia)
- 2019 – „Movements” / „Ruchy”, reż. Dahee Jeong, (Korea Południowa)
- 2020 – „Jestem tutaj” / „I’m Here”, reż. Julia Orlik, (Polska)
- 2021 – „Affairs Of The Art” / „Kwestia smaku”, reż. Joanna Quinn, (Kanada)
- 2022 – „Koerkorter” / „Dog Apartment”, reż. Priit Tender, (Estonia)
- 2023 – „Zima” / „Winter”, reż. Tomek Popakul, Kasumi Ozeki, (Polska)
- 2024 – „Totemo mijikai” / „Bardzo krótki” / „Extremely Short”, reż. Koji Yamamura, (Japonia)

#### Specjalny Złoty Jabberwocky dla najlepszej studenckiej animacji festiwalu (2005 – 2024)
- 2005 – „Za ścianą”, reż. Marta Pajek, ASP, Kraków (Polska)
- 2007 – „Meteoria”, reż. Olga Woszczyna, ASP, Kraków (Polska)
- 2008 – „Wiek kamienia”, reż. Marta Skrocka, ASP, Kraków (Polska)
- 2009 – „Kantata spasenie” / „Kantata zbawienie”, reż. Maria Litvinova, VGiK, Moskwa (Rosja)
- 2010 – „Kto by pomyślał”, reż. Ewa Borysewicz, ASP, Kraków (Polska)
- 2011 – „Abuelas” / „Babcie”, reż. Afarin Eghbal, NFTS, Beaconsfield (Wielka Brytania)
- 2012 – „Velocity” / „Prędkość”, reż. Karolina Glusiec, Royal Collage of Art, Londyn (Wielka Brytania)
- 2013 – „Ascension” / „Wniebowstąpienie”, reż. Thomas Bourdis, Martin de Coudenhove, Caroline Domergue, Colin Laubry, Florian Vecchione, Supinfocom Arles (Francja)
- 2014 – „Cup no naa no koushi” / „Krowa w moim kubku do mleka”, reż. Yantong Zhu, Tokyo | University of the Arts (Japonia)
- 2015 – „Fish is what i desire” / „Chcę rybę”, reż. Yao Xiang, (Wielka Brytania)
- 2016 – „Ciało obce”, reż. Marta Magnuska, (Polska)
- 2017 – „A Love Letter to the One I Made Up” / „List miłosny do zmyślonego”, reż. Rachel Gutgarts, (Izrael)
- 2018 – „Mgnienie oka” / „Augenblicke”, reż. Kiana Naghshineh, (Niemcy)
- 2019 – „La Plongeuse” / „Nurek” / „The Diver”, reż. Iulia Voitova, (Francja)
- 2020 – „Pod Lodem” / „Under the Ice” / „Sous la Glace”, reż. Milan Baulard, Ismail Berrahma, Flore Dupont, Laurie Estampes, Quentin Nory, Hugo Potin, (Francja)
- 2021 – „Busline35A” / „Linia 35A”, reż. Elena Felici, (Dania)
- 2022 – „In Seiner Gnade” / „In His Mercy”, reż. Christoph Büttner, (Niemcy)
- 2023 – „W pokoju na piętrze” / „In the Upper Room”, reż. Alexander Gratzer, (Węgry)
- 2024 – „Miasto pomiędzy” / „Meziměstí” / „In Between City”, reż. Ilya Kreines, (Czechy, Izrael)

### Konkurs anima.pl

#### Grand Prix Złoty Żmij (2018 – 2024)
- 2018 – „III”, reż. Marta Pajek, (Polska)
- 2020 – „Własne śmieci", reż. Daria Kopiec, (Polska)
- 2022 – „3 Generrations" / „3 Generracje", reż. Paulina Ziółkowska, (Polska)
- 2024 – „Joko", reż. Izabela Plucińska, (Polska, Niemcy, Czechy)

#### Specjalny Złoty Żmij dla najlepszej animowanej etiudy studenckiej (2018 – 2024)
- 2018 – „Nie masz dystansu", reż. Karina Paciorkowska (Polska)
- 2020 – „Jestem tutaj", reż. Julia Orlik, (Polska)
- 2022 – „This Is Not a Bath" / „To nie kąpiel", reż. Pola Włodarczyk, (Polska)
- 2024 – „W lesie są ludzie" / „There are people in the forest", reż. Szymon Ruczyński, (Polska)

### Wielki (Nie)Doceniony – Nagroda Dyrektora Artystycznego Bogusława Zmudzińskiego

#### Konkurs ETIUDA (2002 – 2024)
- 2002 – „Yan Yusuf”, reż. Tonguc Baykurt, University of Hamburg (Niemcy)
- 2003 – „L’aiguille” / „Igła”, reż. David Alaponte, ENSAD, Paryż (Francja)
- 2004 – „Vodka Bison” / „Żubrówka”, reż. Charlet Alexandre, Ecole cantonale d’art de Lausanne – unite cinéma (Szwajcaria), (ex aequo)
- 2004 – „Opitzowa žena” / „Żona Opitza”, reż. Marie Dvořaková, FAMU, Praga (Czechy), (ex aequo)
- 2005 – „Bass in Contra” / „Kontra Basu”, reż. Alex Schmidt, Hamburg Media School (Niemcy)
- 2006 – „Pretul Inocentei” / „Cena niewinności”, reż. Geanina Grigoraș, UNATC, Bukareszt (Rumunia)
- 2007 – „High Hopes” / „Wielkie nadzieje”, reż. Mazdak Nasir, University of Art and Design, Helsinki (Finlandia)
- 2008 – „A Morte de Tchaikovsky” / „Śmierć Czajkowskiego”, reż. Nuno Fèlix, Universidade Lusófona de Humanidades (Portugalia)
- 2009 – „Matka”, reż. Jakub Piątek, Mistrzowska Szkoła Reżyserii Filmowej Andrzeja Wajdy, Warszawa (Polska)
- 2010 – „Muñecas” / „Lalki”, reż. Miguel Selgado, Centro de Capacitatión Cinematográfica (Meksyk)
- 2011 – „Le jour où le fils de Räiner s’est noyé” / „Dzień, w którym utonął syn Raïnera, reż. Aurélian Vernhes-Lermusiaux, Le Fresnoy (Francja)
- 2012 – „Rozmowa”, reż. Piotr Sułkowski, PWSFTviT, Łódź (Polska)
- 2013 – „Vloeibaar Staal” / „Stalowe dni”, reż. Flynn von Kleist, De Nederlandse Filmacademie (Holandia)
- 2014 – „The Aftermath of the Inauguration of the Public Toilet at Kilometer 375” / „Następstwa otwarcia publicznej toalety na 375 kilometrze”, reż. Omar El Zohairy, High Cinema School (Egipt)
- 2014 – „El Film”, reż. Jakub Sommer (Czechy)
- 2015 – „Drugie Życie”, reż. Eugeniusz Pankov, Łódzka Szkoła Filmowa (Polska)
- 2016 – „Bliźniacy” / „Gemelos”, reż. Pablo Radice, Universidad de Buenos Aires (Argentyna)
- 2017 – „Symbiofonia”, reż. Eugeniusz Pankov, PWSFTviT, Łódź (Polska)
- 2018 – nie przyznano
- 2019 – „Życie ze śmierci” / „A Life from Death”, reż. Tuuli Teelahti, School Helsinki, (Finlandia)
- 2020 – „Krótko mówiąc” / „A Long Story Short”, reż. Andrei Olănescu, Universitatea Națională de Artă Teatrală și Cinematografică, (Rumunia)
- 2021 – nie przyznano
- 2022 – „Awohali”, reż. Dominika Kováčová, Vysoká škola múzických umení v Bratislave, (Słowacja)
- 2023 – nie przyznano
- 2024 – nie przyznano

#### Konkurs ANIMA (2005 – 2024)
- 2005 – „The Play for Three Actors” / „Sztuka na trzech aktorów”, reż. Alexander Shmygun (Ukraina)
- 2007 – „Életvonal” / „Linia życia”, reż. Tomek Ducki (Węgry)
- 2008 – „Madame Tutli Putli”, reż. Chris Lavis, Maciek Szczerbowski (Kanada)
- 2009 – „Mama”, reż. Géza M. Tóth (Węgry)
- 2010 – „Googuri Googuri”, reż. Joshiko Misumi (Japonia)
- 2011 – „Muybridge’s Strings” / „Nici Muybridge’a”, reż. Koji Yamamura (Japonia)
- 2012 – „Demoni”, reż. Theodore Ushev (Kanada)
- 2013 – „Obida” / „Rozgoryczenie”, reż. Anna Budanova (Rosja)
- 2014 – „1000 Plateaus” / „1000 planów”, reż. Steven Voloshen (Kanada)
- 2015 – „Religatio”, reż. Jaime Giraldo (Kanada)
- 2016 – „Šuma”, reż. Lucija Mrzljak (Estonia) oraz „Kut”, reż. Lucija Mrzljak (Estonia) – ex aequo
- 2017 – „Nothing Happens”, reż. Michelle Kranot, Uri Kranot (Dania, Francja)
- 2018 – nie przyznano
- 2019 – „Fizyka smutku” / „The Physics of Sorrow”, reż. Theodore Ushev, (Kanada)
- 2020 – „Roz-poznanie” / „Co-Ognition”, reż. Przemysław Świda, (Polska)
- 2021 – nie przyznano
- 2022 – „Once There Was a Sea” / „Było sobie morze”, reż. Joanna Kożuch, Polska, (Słowacja)
- 2023 – nie przyznano
- 2024 – nie przyznano

#### Konkurs ANIMA.PL (2018 – 2024)
- 2018 – nie przyznano
- 2020 – „Kobieta z kamyczkiem w sercu” / „A Woman with a Pebble in Her Heart”, reż. Karyna Piwowarska, Jakub Wroński, (Polska)
- 2022 – „Fortless” / „Twierdza”, reż. Sławek Zalewski, (Polska)
- 2024 – nie przyznano

## Imprezy towarzyszące

### Plebiscyt „ASIFA 50 na 50”
Wyniki plebiscytu przygotowanego przez Biuro Organizacyjne MFF Etiuda&Anima 2010 pod Patronatem Prezydenta ASIFA Nelsona Shina oraz Honorowego Prezydenta obchodów 50-lecia ASIFA Raoula Servaisa z okazji 50-lecia Międzynarodowego Stowarzyszenia Filmu Animowanego (Association Internationale du Film d’Animation – ASIFA).

#### Lista 25 ekspertów z 18 krajów, którzy wzięli udział w plebiscycie
Midhat Ajanović (Bośnia i Hercegowina), Otto Alder (Szwajcaria), Margit Antauer (Chorwacja), Alfio Bastiancich (Włochy), Suzanne Buchan (Wielka Brytania), Olivier Cotte (Francja), David G. Ehrlich (USA), Marcin Giżycki (Polska), Miriam Harris (Nowa Zelandia), Marcel Jean (Kanada), Sayoko Kinoshita (Japonia), Clare Kitson (Wielka Brytania), Jiří Kubíček (Czechy), Marcos Magalhaes (Brazylia), Ferenc Mikulas (Węgry), Philippe Moins (Belgia), Kosei Ono (Japonia), Jayne Pilling (Wielka Brytania), Igor Prassel (Słowenia), Thomas Renoldner (Austria), Nicole Salomon (Francja), Stanislav Ulver (Czechy), Ulrich Wegenast (Niemcy), Paul Wells (Wielka Brytania) i Bogusław Zmudziński (Polska).

#### Wyniki plebiscytu
1. Wymiary dialogu / Mozhnosti dialogu / Dimensions of Dialogue, reż. Jan Švankmajer, Czechosłowacja, 1982, 962 pkt.
2. Bajka bajek / Skazka skazok / The Tale of Tales, reż. Jurij Norsztejn, ZSRR, 1979, 902 pkt.
3. Ręka / Ruka / The Hand, reż. Jiří Trnka, Czechosłowacja, 1965, 802 pkt.
4. Tango, reż. Zbigniew Rybczyński, Polska, 1980, 793 pkt.
5. Ulica krokodyli / The Street of Crocodiles, reż. Stephen i Timothy Quay, Wielka Brytania, 1986, 765 pkt.
6. Harpya, reż. Raoul Servais, Belgia, 1978, 704 pkt.
7. Człowiek, który sadził drzewa / L’Homme qui plantait les arbres / The Man Who Planted Trees, reż. Frédéric Back, Kanada, 1987, 592 pkt.
8. Strojenie instrumentów / Tuning the Instruments, reż. Jerzy Kucia, Polska, 2000, 566 pkt.
9. Ulica / La Rue / The Street, reż. Caroline Leaf, Kanada, 1976, 563 pkt.
10. Ryan, reż. Chris Landreth, Kanada, 2004, 556 pkt.
11. Śniadanie na trawie / Eine murul / Breakfast on the Grass, reż. Priit Pärn, ZSRR, 1987, 547 pkt.
12. Pas De Deux, reż. Norman McLaren, Kanada, 1968, 538 pkt.
13. Ojciec i córka / Father and Daughter, reż. Michaël Dudok de Wit, Wielka Brytania, Holandia, Belgia, 2000, 536 pkt.
14. Satiemania, reż. Zdenko Gašparović, Jugosławia, 1978, 521 pkt.
15. ex aequo: Repete, reż. Michaela Pavlátová, Czechy, 1995, 484 pkt.; Zwierzo-zwierzenia / Creature Comforts, reż. Nick Park, Wielka Brytania, 1989, 484 pkt.
16. Balance, reż. Christopher, Wolfgang Lauenstein, RFN, 1989, 422 pkt.
17. Gdy dzień się budzi / When The Day Breaks, reż. Wendy Tilby i Amanda Forbis, Kanada, 2000, 417 pkt.
18. Jeżyk we mgle / Jozik v tumane / Hedgehog in the Fog, reż. Jurij Norsztejn, ZSRR, 1975, 408 pkt.
19. Góra głowa / Atama Yama / Mt. Head, reż. Koji Yamamura, Japonia, 2002, 398 pkt.
20. Głód / La Faim / Hunger, reż. Peter Fòldes, Kanada, 1974, 373 pkt.
21. Wielka Irytacja / The Big Snit, reż. Richard Condie, Kanada, 1985, 371 pkt.
22. Jego żona kura / Yego Zhena Kuritza / Hen his Wife, reż. Igor Kovalyov, ZSRR, 1989, 370 pkt.
23. Labirynt / Labirynth, reż. Jan Lenica, Polska, 1962, 361 pkt.
24. Surogat / Ersatz / Substitute, reż. Dušan Vukotić, Jugosławia, 1961, 359 pkt.
25. Nos / Le Nez / The Nose, reż. Alexander Allexeieff, Claire Parker, Francja, 1963, 349 pkt.
26. Felix na wygnaniu / Felix in Exile, reż. William Kentridge, RPA, 1994, 312 pkt.
27. Krowa / Korova / The Cow, reż. Aleksandr Pietrow, ZSRR, 1989, 303 pkt.
28. Wiosłując przez Atlantyk / La Traversee de l’Atlantique a la Rame / Rowing across the Atlantic, reż. Jean-Francois Laguionie, Francja, 1978, 298 pkt.
29. Dwie siostry / Entre deux soeurs / Two Sisters, reż. Caroline Leaf, Kanada, 1990, 292 pkt.
30. Refleksy / Reflection, reż. Jerzy Kucia, Polska, 1979, 287 pkt.
31. Asparagus, reż. Suzan Pitt, USA, 1979, 278 pkt.
32. Luxor Jr., reż. John Lasseter, USA, 1989, 277 pkt.
33. Dziewczęcy wolny wieczór / Girls Night Out, reż. Joanna Quinn, Wielka Brytania, 1987, 272 pkt.
34. Farma na wzgórzu / The Hill Farm, reż. Mark Baker, Wielka Brytania, 1989, 270 pkt.
35. Droga w otchłań / La Course a l’abime / Road to the Abyss, reż. Georges Schwizgebel, Szwajcaria, 1992, 246 pkt.
36. Hotel E, reż. Priit Pärn, Estonia, 1992, 241 pkt.
37. Wściekłe gacie / The Wrong Trousers, reż. Nick Park, Wielka Brytania, 1993, 239 pkt.
38. Syzyf / Sisyphus, reż. Marcell Jankovics, Węgry, 1974, 239 pkt.
39. Mleko / Milch / Milk, reż. Igor Kovalyov, USA, Rosja, 2005, 234 pkt.
40. Scenariusz / Screenplay, reż. Barry Purves, Wielka Brytania, 1992, 233 pkt.
41. Pejzaż umysłu / Le Peysagiste / Mindscape, reż. Jacques Drouin, Kanada, 1976, 231 pkt.
42. Uczucia z gór i wody / Shan shui Qing / Feelings from Mountain and Water, reż. Te Wei, Ma Kexuan, Yan Sanchun, Chiny, 1988, 228 pkt.
43. Słowa, słowa, słowa / Reci, Reci, Reci / Words, Words, Words, reż. Michaela Pavlátová, Czechosłowacja, 1991, 227 pkt.
44. Latający człowiek / The Flying Man, reż. George Dunning, Wielka Brytania, 1962, 223 pkt.
45. Frank Film, reż. Caroline, Frank Mouris, USA, 1973, 214 pkt.
46. Sroka złodziejka / La Gazza Ladra Sinfonia / The Thieving Magpie, reż. Giulio Gianini, Emanuele Luzzati, Włochy, 1964, 210 pkt.
47. Dōjōji / Dōjōji Temple, reż. Kihachiro Kawamoto, Japonia, 1976, 208 pkt.
48. Apel / The Roll Call, reż. Ryszard Czekała, Polska, 1970, 206 pkt
49. Głos publiczny / Den Offentlige Røst / The Public Voice, reż. Lejf Marcussen, Dania, 1988, 204 pkt.
50. Franz Kafka, reż. Piotr Dumała, Polska, 1991, 199 pkt.

### 10-tki festiwalu Etiuda i Etiuda&Anima (1998 – 2024)
- 1998 – 10 kamieni milowych w historii filmu animowanego według Jerzego Kuci
- 1999 – 10-tka Marcela Łozińskiego – 10 najlepszych polskich filmów dokumentalnych
- 2000 – 10-tka najlepszych polskich animacji według Daniela Szczechury
- 2001 – Złota 10-tka pięćdziesięciolecia łódzkiej szkoły filmowej w wyborze rektora Henryka Kluby
- 2002 – 10 najlepszych animacji lat 90. w wyborze Marcina Giżyckiego
- 2003 – 10 najlepszych filmów dokumentalnych kina światowego lat ostatnich w wyborze Andrzeja Fidyka
- 2003 – 10 etiud wszech czasów na 10-lecie festiwalu Etiuda w wyborze Bogusława Zmudzińskiego
- 2004 – 10 najlepszych polskich filmów o sztuce w wyborze Jerzego Armaty
- 2005 – 10 najlepszych filmów animowanych inspirowanych literaturą w wyborze Giannalberto Bendazziego
- 2006 – Stuhr-misja, czyli 5 ról filmowych i 5 filmów zrealizowanych przez przewodniczącego jury
- 2007 – 10 najlepszych niemieckich filmów awangardowych w wyborze prof. Andrzeja Gwoździa
- 2008 – 10 najlepszych filmów animowanych z muzyką Normanda Rogera w wyborze samego kompozytora
- 2008 – 10 najlepszych debiutów w historii polskiej animacji według Bogusława Zmudzińskiego
- 2009 – 10 najlepszych holenderskich filmów animowanych według Gerrita van Dijka, czyli „10 + 1”
- 2010 – Top 10 plebiscytu „ASIFA 50 na 50” – 50 najlepszych filmów animowanych wybranych z okazji 50-lecia Międzynarodowego Stowarzyszenia Filmu Animowanego
- 2011 – 10 najlepszych belgijskich filmów animowanych według Raoula Servais’ego
- 2012 – 10 wybranych przez Theodore’a Usheva filmów z National Film Board of Canada
- 2013 – 10 największych odkryć Dyrektora w 20-leciu E&A
- 2014 – 5/10 – Pierwsza 5-tka francuskich krótkometrażowych filmów nowofalowych w wyborze Tadeusza Lubelskiego
- 2015 – 5/10 – Druga 5-tka francuskich krótkometrażowych filmów nowofalowych w wyborze Tadeusza Lubelskiego
- 2016 – 10 Found Footage pięciu autorów w wyborze Macieja J. Drygasa
- 2017 – 10/20/70 czyli 10 filmów wybranych przez Janusza Korosadowicza spośród animacji nagrodzonych w trakcie 20 edycji Ogólnopolskiego Festiwalu Autorskich Filmów Animowanych (OFAFA) w latach 1993 – 2015
- 2018 – 10 najlepszych filmów krótkometrażowych Jana Švankmajera w wyborze Bogusława Zmudzińskiego
- 2019 – 10 najlepszych brytyjskich krótkich filmów animowanych nowego wieku w wyborze Jayne Pilling
- 2020 – 10-tka ostatniej dekady ASIFA w wyborze: Igora Kovalyova, Joanny Quinn, Priita Pärna, Georgesa Schwizgebla, Dennisa Tupicoffa i Kojiego Yamamury
- 2021 – 10 wybranych przez Gézę M. Tótha węgierskich krótkometrażowych filmów animowanych z budapesztańskiego Studia Animacji KEDD
- 2022 – 10 + 5 Animacja to filmowa poezja – wspomnienie Giannalberto Bendazziego
- 2023 – 10 na 30-lecie – wybrane filmy nagrodzone w ubiegłych edycjach festiwalu
- 2024 – 10 najlepszych rumuńskich krótkometrażowych animacji Animest 2024 w wyborze Mihaia Mitricy, dyrektora festiwalu Animest

### Autoportrety twórców animacji, czyli „animacja na żywo” (2006 – 2024)
- 2006 – Phil Mulloy, Marek Skrobecki, Koji Yamamura
- 2007 – Witold Giersz, Gil Alkabetz, Bill Plympton
- 2008 – Michaela Pavlátová, Gerrit van Dijk, Aleksandra Korejwo, Mariusz Wilczyński
- 2009 – Hieronim Neumann, Ishu Patel, Dennis Tupicoff, Jiří Barta
- 2010 – Paul Bush, Joanna Quinn, Jonathan Hodgson
- 2011 – Wendy Tilby i Amanda Forbis, Suzan Pitt, Barry Purves
- 2012 – Pjotr Sapegin, Theodore Ushev, Marcell Jankovics
- 2013 – Vladimir Leschiov, Kunio Katō, Ferenc Rofusz
- 2014 – Piotr Dumała, Daniel Greaves, Dmitry Geller
- 2015 – Kaspar Jancis, Signe Baumane, Stephen Quay i Timothy Quay
- 2016 – Michaël Dudok de Wit, Andreas Hykade, Georges Schwizgebel
- 2017 – Géza M. Tóth, Svetlana Filippova, Claudius Gentinetta
- 2018 – Paul Driessen, Ülo Pikkov, Steven Woloshen
- 2019 – Igor Kovalyov, Izabela Plucińska
- 2020 – brak w programie
- 2021 – brak w programie
- 2022 – brak w programie
- 2023 – Priit Tender, Marc Roels
- 2024 – Niki Lindroth von Bahr, Volker Schlecht